# Paolo Piromalli

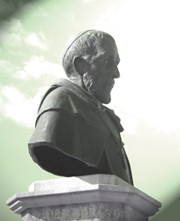
Paolo Piromalli

Paolo Piromalli OP (* 1592 in Siderno, Kalabrien; † 12. Juli 1667 in Bisignano, Kalabrien) war ein italienischer Geistlicher, Missionar, Autor und Mediziner.
Piromalli studierte in Neapel und kehrte danach nach Kalabrien zurück. Dort trat er in das Kloster San Giorgio Morgeto ein. Später wechselte er in das Kloster Soriano Calabro. Er wurde zum Priester geweiht und gründete 1628 ein Kloster in Siderno, das 1783 durch ein Erdbeben zerstört wurde. Als er nach Santa Maria sopra Minerva in Rom berufen wurde, bildete er dort die Novizen aus.
Da er ein guter Kenner der Sprachen des Nahen Ostens war, wurde er am 31. Mai 1631 als Missionar nach Nachitschewan gesandt. Dort kam er 1632 an. Er geriet in Konflikt mit Agostino Baĵenç, dem Erzbischof von Nachitschewan, und wurde zwei Jahre unter Arrest gestellt. In dieser Zeit begann er mit dem Verfassen eines armenischen Wörterbuchs mit 35.000 Wörtern. 1634 konnte Papst Urban VIII. seine Freilassung erreichen. 
Von dort reiste er nach Indien, Malabar, Georgien, Polen und Konstantinopel. 1639 kehrte er nach Rom zurück und übergab dem Papst drei auf Armenisch verfasste Werke. Während der Reise nach Rom wurde er am 8. April 1653 von Berberkorsaren im Ionischen Meer gefangen genommen und als Sklave nach Tunis gebracht. Dank der Hilfe von Angehörigen, seines Ordens, der Kongregation und des lateinischen Bischofs von Chios, Andrea Soffiani, konnte er am 28. Mai 1654 ausgelöst werden. Am 14. Juni 1655 wurde er zum Erzbischof von Nachitschewan ernannt. Kardinal Marcantonio Franciotti weihte ihn am 4. Juli 1655 zum Bischof. Mitkonsekratoren waren Giuseppe della Corgna OP, Bischof von Squillace, und Francesco Maria Falcucci, Bischof von Calvi Risorta. Am 25. April 1656 musste er Italien aber wieder verlassen und jede bischöfliche Funktion außerhalb seines Zuständigkeitsbereichs wurde ihm verboten. Am 15. Juli 1657 kam er in Aparaner, dem religiösen Zentrum seiner Diözese, an. Als er mit seinen Mitbrüdern zusammentraf, warfen diese ihm Machtmissbrauch vor. Die Propaganda Fide drängte ihn zur Mäßigung. Bevor Rom eine Untersuchung durchführen und einen Apostolischer Visitator schicken konnte, verließ er 1660 Aparaner und zog nach Isfahan. Schließlich kehrte er nach Rom zurück, um sich gegen die Anschuldigungen zu verteidigen. 
Am 15. Dezember 1664 wurde er zum Erzbischof ad personam von Bisignano ernannt.